# Daniel Daly

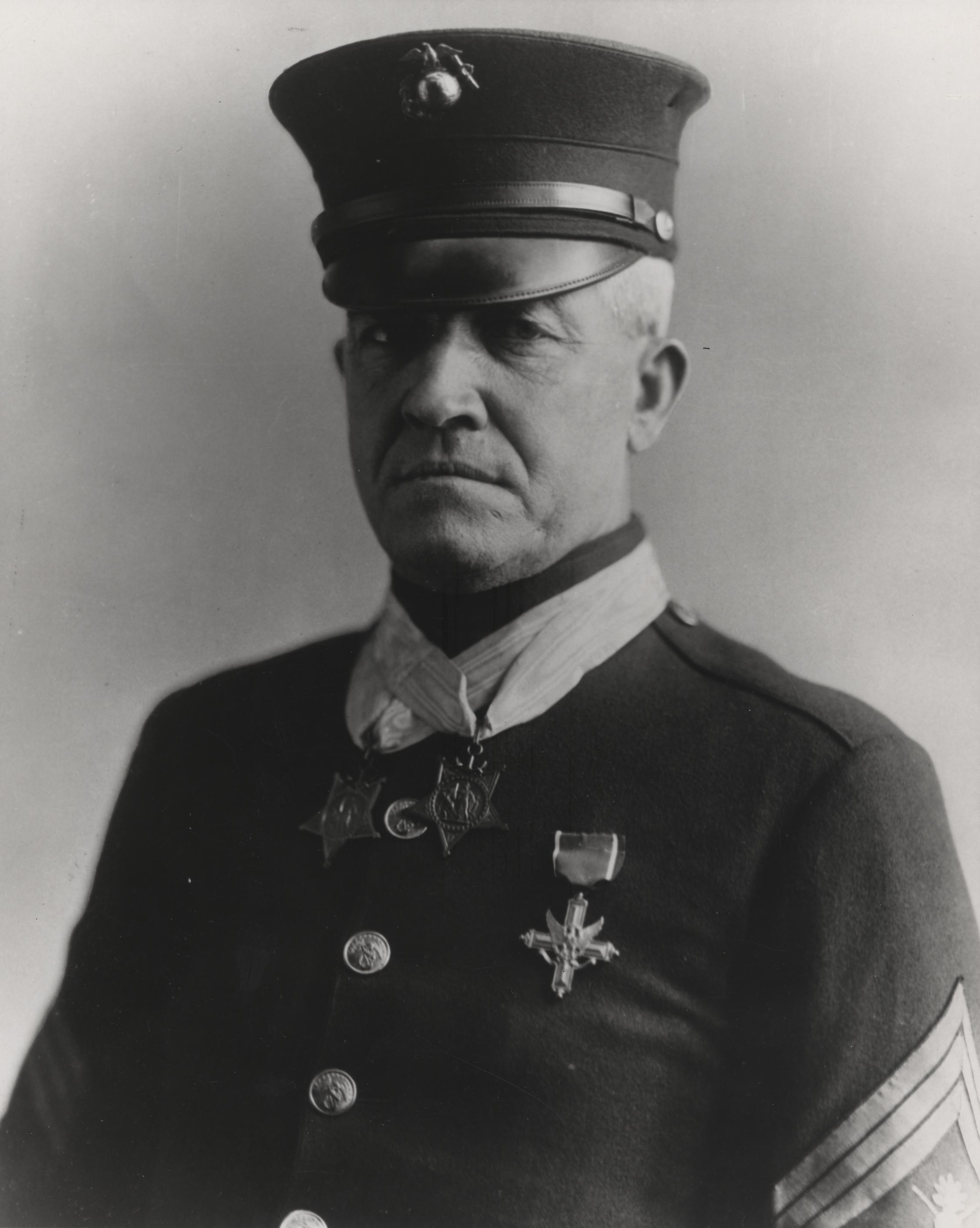
Dan Daly

Daniel Joseph „Dan“ Daly (* 11. November 1873 in Glen Cove, Long Island, New York; † 28. April 1937) war ein Sergeant Major des US Marine Corps und einer der wenigen Marines, die zweimal mit der Medal of Honor ausgezeichnet wurden.

## Militärische Laufbahn
Daly trat 1899 dem US Marine Corps bei. Während des Boxeraufstands 1900 kletterte Private Daly mit Captain Newt Hall auf die Mauer der Bastion und postierte sich dort mit seinem Gewehr. Am 14. August verließ Captain Hall die Stellung, um Verstärkung zu holen, und Private Daly blieb allein zurück. Chinesische Scharfschützen feuerten auf ihn und stürmten die Bastion, aber Daly kämpfte, bis die Verstärkung eintraf. Dafür erhielt Private Daly seine erste Medal of Honor.
In der Nacht des 24. Oktober 1915 war er als Gunnery Sergeant Teil einer Gruppe von 35 Marines, die in einen Hinterhalt von ca. 400 haitianischen Banditen gerieten. Während des Kampfes führte er eine der drei Gruppen der Männer, die versuchten, ein nahe gelegenes Fort zu erreichen. Dafür erhielt er seine zweite Medal of Honor.
Bekannter jedoch ist Dalys Schlachtruf während der Schlacht im Wald von Belleau im Juni 1918. Die Marines mussten eine Niederlage in den Außenbezirken von Lucy-le-Bocage in der Nähe der Wälder von Belleau hinnehmen. Sie waren zahlenmäßig unterlegen, ohne Munition und in ihrer Stellung eingeschlossen. Dann befahl Gunnery Sergeant Daly den Angriff, rannte vorwärts und schrie zu seinen müden Männern Come on, you sons of bitches, do you want to live forever? (dt.: „Kommt schon, ihr Hurensöhne, wollt ihr denn ewig leben?“ Der Ausruf könnte auch zweideutig gesehen werden: „Kommt schon, ihr Hurensöhne, wollt ihr Helden werden (und für immer leben)?“ – im Sinne von Be a hero and you will live forever.). Für diese und andere Taten während der Schlacht wurde ihm das Navy Cross verliehen.
Daly wurde mehrmals ein Offizierspatent angeboten, welches er aber immer ablehnte, da er lieber ein herausragender Sergeant, als nur ein weiterer Offizier sein wollte. Am 6. Februar 1929 ging Daly als Sergeant Major in den Ruhestand und starb am 28. April 1937.
Seine Auszeichnungen umfassen u. a.: das Distinguished Service Cross, das Navy Cross, die französische Medaille Militaire und das französische Croix de guerre mit bronzenem Palmzweig am Band.
Der Zerstörer Daly der Fletcher-Klasse wurde nach ihm benannt. Dieser stand von 1943 bis 1960 im Dienst der US Navy.